# Hyphessobrycon ocasoensis
Hyphessobrycon ocasoensis és una espècie de peix de la família dels caràcids i de l'ordre dels caraciformes.
Els adults poden assolir 4,4 cm de llargària total. Viu a àrees de clima tropical.

## Distribució geogràfica
Es troba a Sud-amèrica: Colòmbia.